# القبظ (إب)

تعديل مصدري - تعديل

القبظ محلة تابعة لقرية الجوز، التابعة لعزلة جبل معود بمديرية إب إحدى مديريات محافظة إب في الجمهورية اليمنية.، بلغ تعداد سكانها 734 حسب تعداد اليمن لعام 2004.